# اوبرون زل-راونهارت
اوبرون زل-راونهارت (انگلیسی: Oberon Zell-Ravenheart; ۳۰ نوامبر ۱۹۴۲ ‏(۸۲ سال) – ) نویسنده، سخنران، روحانی نئوپاگانیسم اهل ایالات متحده آمریکا بود.